# 与力
与力（よりき）とは、江戸幕府における代表的な職名。寄騎とも書くが、与力・寄騎は時代によって意味が異なる。
備（そなえ）などを編成するため、江戸時代以前には、足軽大将（足軽組頭）などの中級武士が大身の武士の指揮下に入る事を意味する語句としても用いられていた。

## 中世
鎌倉時代には与力・寄騎は単に加勢する人のことを指したが、その後しだいに大名または有力武将に従う下級武士のことを指すことが多くなった。戦国時代には、「寄子」（よりこ＝有力武将（寄親）に対する在地土豪）の意味で用いられることが多く、彼らは下級武士ではなく、在地の領主（在地土豪）である。数千貫文の土地を持つ例も珍しくなかった。
戦国大名たちは、在地土豪である寄騎・寄子を寄親の家臣団に組み込ませると、寄親の力が大きくなりすぎるため、謀反の防止に腐心した。そこで寄親を統率する戦国大名は、寄子たる在地土豪たちを陪臣（家臣の家臣）とはせずに直接的に臣従させる一方で、重臣や有力武将（寄親）に附属させ、在地土豪の軍事力を効率的に利用した。特に後北条氏、今川氏、上杉氏、武田氏などにしばしば見られる。家老として付けた者は付家老、御附家老と呼ばれた。
また、より大きな大名に加勢として附属させられた武将を与力大名（組下大名）と言うものもあった。その代表例としては織田政権において、織田信忠に河尻秀隆や森長可ら、柴田勝家に前田利家や佐々成政ら、明智光秀に細川藤孝や筒井順慶らがそれぞれ属して方面軍団を結成していた事などが挙げられる。これらにおける与力大名は、統一軍事行動を取る際に軍団長大名の指図を受けるのみであり、主君の嫡男で生前に家督相続した織田信忠を例外として、身分としてはあくまで対等な織田大名同士である。明智と細川、筒井らは縁戚でもあり友人でもあった。

## 近世

### 江戸幕府の与力
江戸幕府の与力は、上官（旗本）の補佐にあたるために配属された。御家人身分だが、袴着用・騎乗が許されたため馬も合わせて単位は「騎」だった。
有名なものは町奉行配下の町方与力で、町奉行を補佐し、江戸市中の行政・司法・警察の任にあたった。南町・北町奉行所にそれぞれ25騎の与力が配置されていた。
与力には、町奉行個人から俸禄を受ける家臣である内与力（元々は着任前の奉行の用人などであり、主君と一緒に奉行所へ着任、離任する）と、将軍から俸禄を受け奉行所に所属する官吏である通常の与力の2種類があった。内与力は陪臣であるため他の与力より本来は格下で禄高もおおむね低かったが、奉行の側近としてその実権はむしろ大きい場合もあった。与力は配下の同心を指揮・監督する管理職であるとともに、警察権でいうならば今日の警察署長級の側面（ただし今日の警察署長のように管轄区域があったわけではない）、司法権でいうならば民事と刑事の双方の裁判も詮議担当したので今日の裁判官や検察官的側面もあった。
与力は役宅として八丁堀に300坪程度の組屋敷が与えられた。また、もめごとが起こったときに便宜を図ってくれるように諸大名家や町家などからの付け届けが多く、家禄も150～200石で裕福な家も多かった。その他の役得としては、湯屋の女風呂で朝湯に入ることができた。これは、八丁堀の湯屋は特に混雑していたことに加え、当時の女性には朝風呂の習慣がなかったため女湯が空いており、男湯で交わされる噂話や密談を盗聴するのにも適していたためであったが、彼らのために女湯に刀掛けが置かれたことは「八丁堀の七不思議」に数えられていた。与力は組屋敷に廻ってくる髪結いに与力独特の髷を結わせてから出仕した。粋な身なりで人気があり、与力・力士・火消の頭は江戸の三男（えどのさんおとこ）と呼ばれてもてはやされた。
町与力組頭クラスは二百数十石を給付されて下級旗本の待遇を凌いだ。ただし罪人を扱うことから不浄役人とみなされ、将軍に謁見することや、江戸城に登城することは許されなかった。したがって身分上は御家人であり、御家人の中では上位の俸禄であった。
騎兵扱いであるため袴を着用するが、歩兵扱いの同心の特権である将軍の御成先でも着流しが許される「御成先御免」は無かった。

### 大坂の与力
大坂では東町・西町奉行所に各30騎の与力が配置されていた。江戸のように寺社奉行、火付盗賊改方の役がなく、町奉行所が一手に引き受けていた。盗賊方の与力が6人、定町廻の与力が4人いた。4与力・同心の役宅は、東町奉行所の北方、淀川の天満橋を渡って1キロほどのところにあり、彼らは、天満与力、天満同心と呼ばれた。